# توم موليغان
توم موليغان (بالإنجليزية: Tom Mulligan)‏ هو لاعب كرة القدم الغالية أيرلندي، ولد في 1977 في دبلن في جمهورية أيرلندا، وتوفي في 27 أغسطس 2007.